# سانتریفوژ

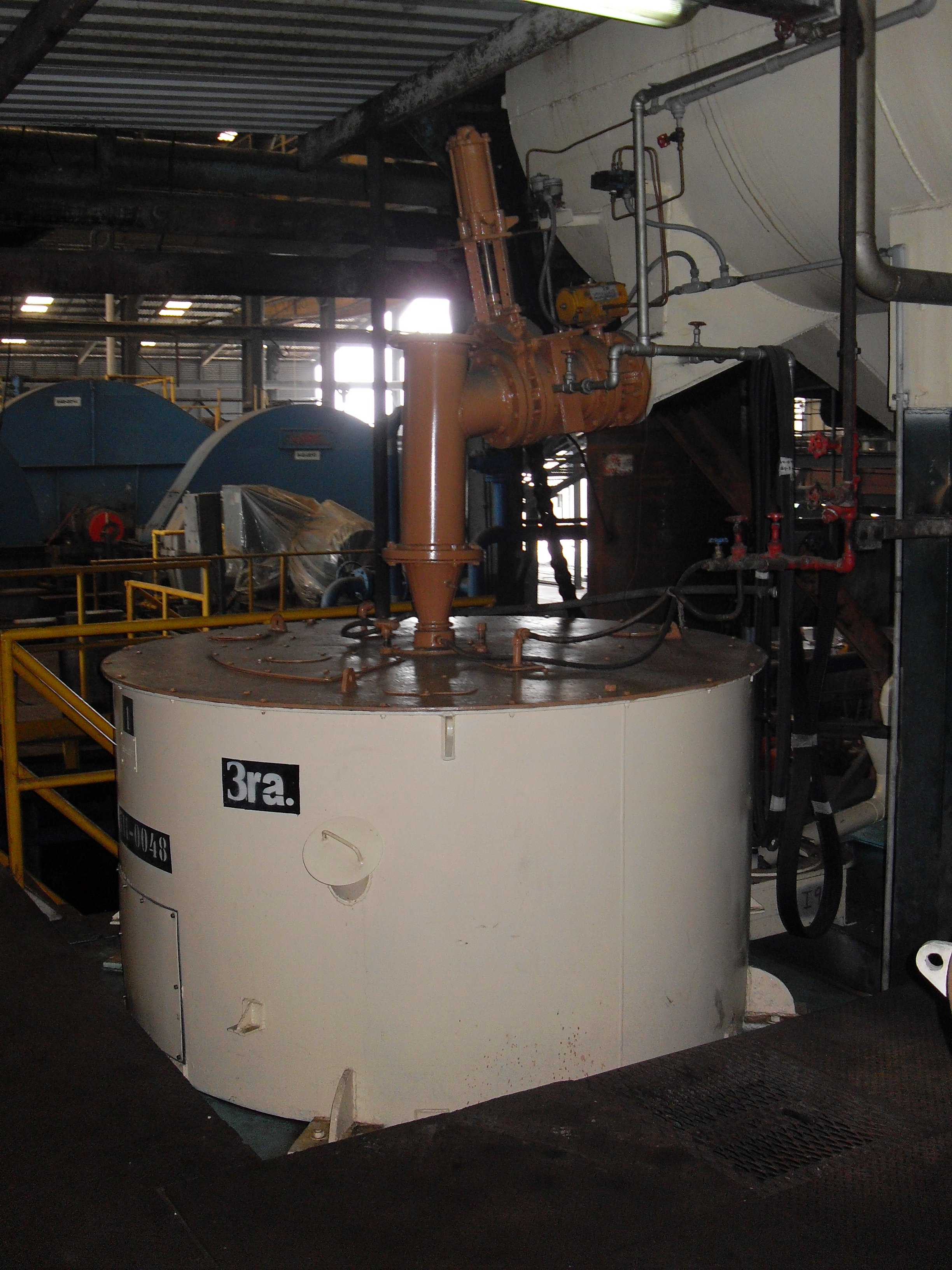
یک سانتریفیوژ ساخت آلمان در صنایع شکر

سانتریفوژ (به فرانسوی: Centrifugus) یا گریزانه دستگاهی است که در آن با استفاده از نیروی گریز از مرکز مواد را از یکدیگر جدا می‌کنند. در این دستگاه محفظه‌ای که مواد جداشدنی در آن قرار دارد معمولاً به کمک یک موتور به سرعت حول یک محور می‌چرخد.
سانتریفوژ دستگاهی است که از آن برای چرخاندن مواد با سرعت بالا استفاده می‌شود. دانشمندان معمولاً دستگاه سانتریفیوژ را برای جدا کردن ذرات جامد از یک مایع یا تقسیم مخلوط مایعات به اجزای مختلف آن به کار می‌گیرند. مخلوط را درون لوله‌ای قرار می‌دهند که طوری قرار داده شده‌است که با چرخش دستگاه، به سمت خارج از مرکز حرکت می‌کند و به حالت افقی قرار می‌گیرند. در این حالت، نیروی گریز از مرکز می‌خواهد که مخلوط را برخلاف مرکز سانتریفوژ براندو از این نقطه دور کند و ذرات یا مایع سنگین تر بیش تر به سمت بیرون (یا ته مخلوط) رانده می‌شوند. وقتی سانتریفوژ از حرکت بازمی‌ایستد، مواد به همین حالت غیر مخلوط می‌مانند. خون و سایر نمونه‌های زیستی را معمولاً به وسیله دستگاه سانتریفوژ جدا می‌کنند. سریع‌ترین سانتریفیوژ با نام «فرامرکز گریز» با سرعت ۲۰۰۰۰۰ دور در دقیقه می‌چرخد. از دستگاه‌های گریز از مرکز بزرگ برای انجام آزمایش بر روی خلبانان نظامی و فضانوردان استفاده می‌شود تا میزان مقاومت آنان در شتاب‌های بالا معلوم شود.
این دستگاه برای جداسازی سوسپانسیون‌ها به‌کار می‌رود. سانتریفیوژ درآزمايشگاه‌هاي شيمي، فيزيك و… مورد استفاده قرار مي‌گيرد و در مصارف بیولوژیکی جهت جداسازی سلول‌ها، ارگان‌های سلول یا مولکول‌های بزرگ کاربرد دارد

## اساس کار سانتریفوژها

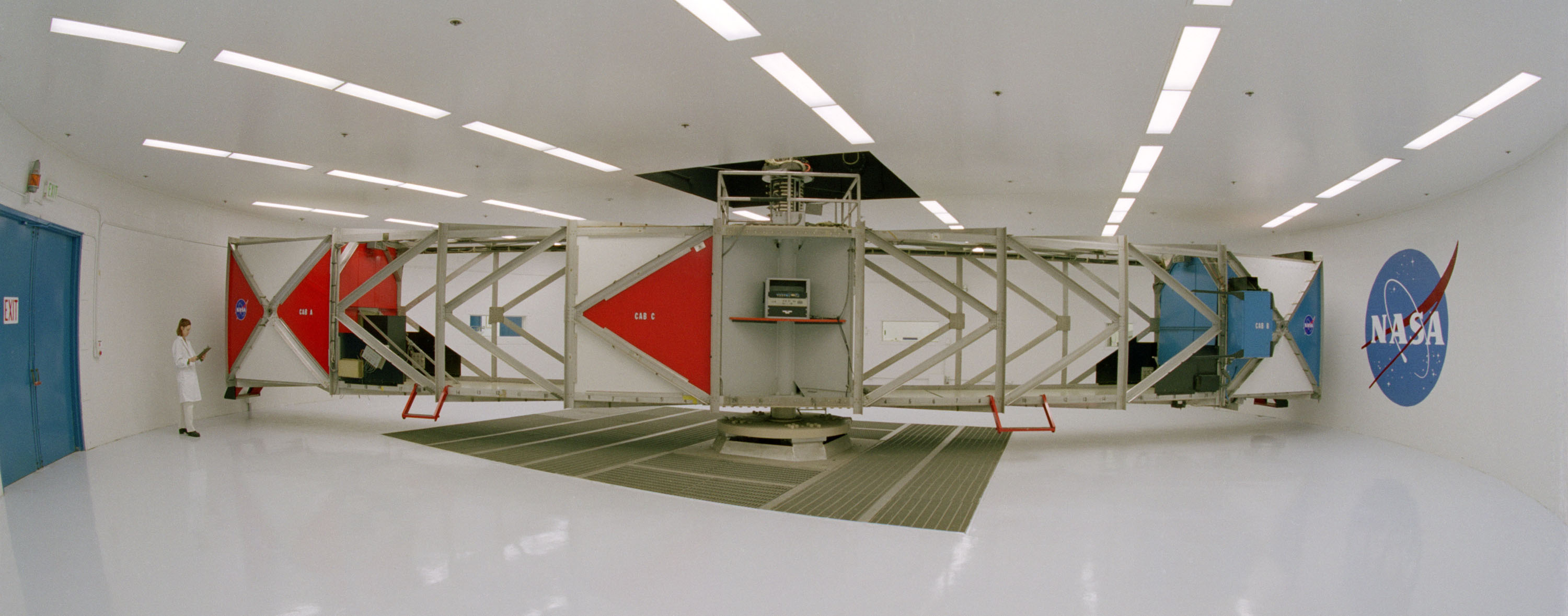
سانتریفوژی به قدرت 20g در مرکز فضایی ناسا

هر گاه جسمی با سرعت معینی حول یک مرکز با محور دوران کند نیرویی در جسم متحرک و در جهت عمود بر مسیر دوران و به سمت خارج از مرکز ایجاد می‌گردد؛ که به نیروی فراگریز یا نیروی گریز از مرکز موسوم است که مقدار آن از رابطه F=MRW2 که در آن R شعاع دوران M جرم جسم و V سرعت خطی و w سرعت زاویه‌ای است بدست می‌آید. محور دوران ممکن است به سه حال قائم، افقی یا مایل باشد. سانتریفیوژهایی که در صنعت اورانیوم کار برد دارند قدرتی برابر ۳۰۰ دور در ثانیه را دارند!

## انواع

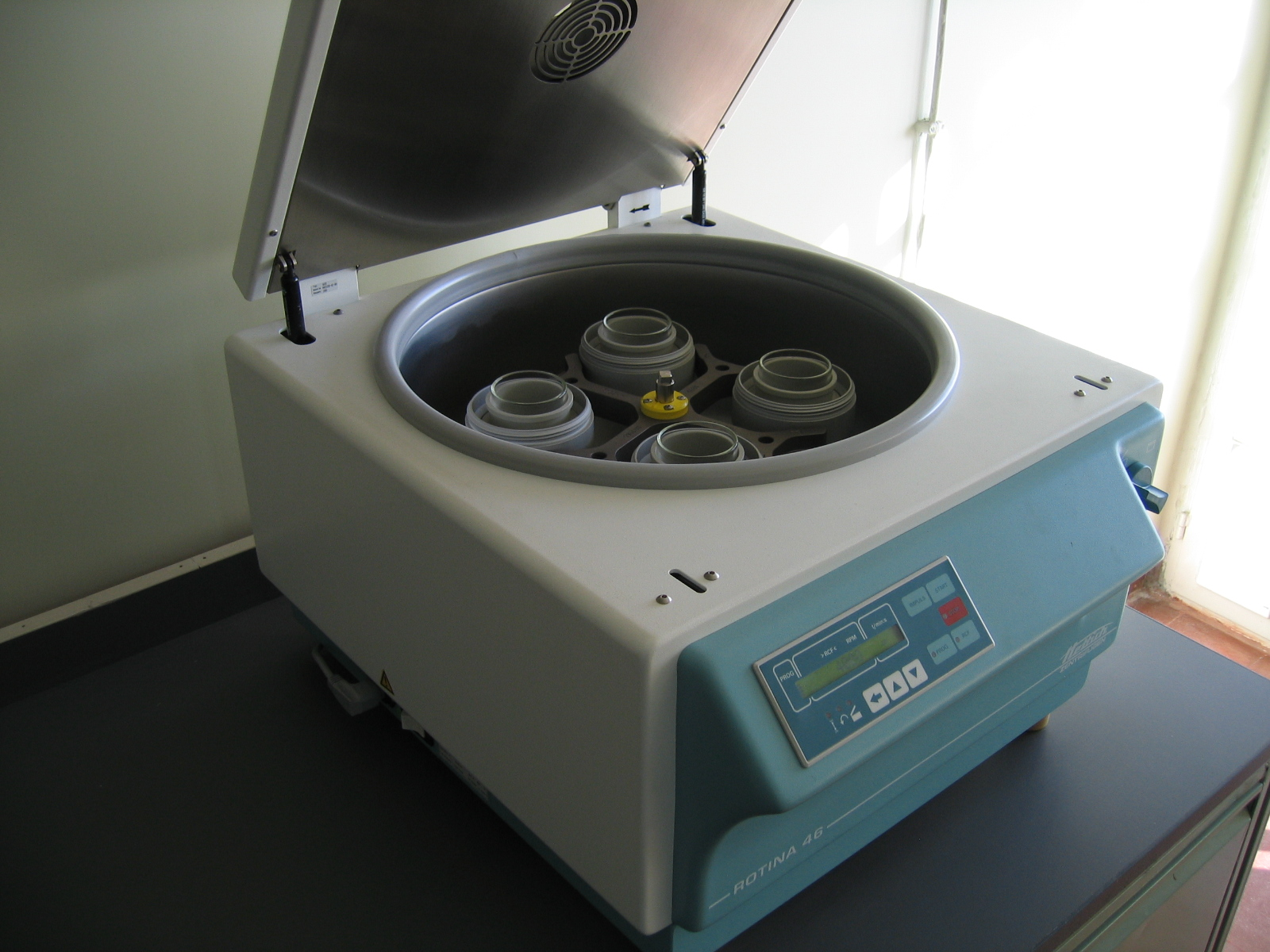
یک دستگاه سانتریفوژ مایع آزمایشگاهی

انواع دستگاه‌های مرکز گریز برای مصارف گوناگون ساخته شده‌است. نمونه‌های خانگی این دستگاه برای جداکردن آب از سبزی‌ها مثل کاهو و غیره بکار می‌رود. همچنین در ماشین‌های لباسشویی نیز برای خشک کردن لباس استفاده می‌شود. در نمونه‌های آزمایشگاهی برای جداکردن گلبولهای خون از پلاسما استفاده می‌شود. دستگاه‌های صنعتی با موتورهای قوی و در ابعاد بزرگ برای جدا کردن مواد بکار می‌رود. در کار غنی‌سازی اورانیوم نیز از دستگاه‌های مرکزگریز گازی استفاده می‌شود. در مقیاس آزمایشگاهی سانتریفیوژها برحسب به سانتریفوژهای با دور بالا، سانتریفوژهای با دور پایین، اولتراسانتریفوژ و میکروسانتریفوژها دسته‌بندی می‌شوند. سانتریفوژهای دوربالا خود نیز در دو نوع با ظرفیت بالا، و با ظرفیت پائین دسته‌بندی می‌شوند.
از انواع مختلف سانتریفیوژ آزمایشگاهی میتوان به سانتریفیوژهای هماتوکریت، شیر، پی آی پی، یخچالدار، یونیورسال و سروفیوژ اشاره کرد.